# Alberto Ascari
Alberto Ascari (* 13. Juli 1918 in Mailand; † 26. Mai 1955 in Monza) war ein italienischer Automobilrennfahrer. Er startete in den frühen 1950er Jahren in der Automobil-Weltmeisterschaft (Formel 1), wo er mit 13 Grand-Prix-Siegen und zwei Weltmeistertiteln einer der erfolgreichsten Piloten war. Ascari verunglückte 1955 bei einer Testfahrt. Nach ihm wurde die Ascari-Schikane benannt, eine Kurvenkombination des Autodromo Nazionale Monza.

## Leben und Karriere

### Kindheit und erste Anfänge
Ascari war gerade sieben Jahre alt, als sein Vater Antonio Ascari, ein bekannter Rennfahrer der 1920er-Jahre, bei einem Rennunfall in Montlhéry ums Leben kam. Trotzdem beschloss auch Alberto, Rennfahrer zu werden. Sein Einstieg erfolgte über Motorräder. Im Juni 1936 debütierte er bei einem Langstreckenrennen, den 24 Stunden durch Oberitalien. 1937 kaufte er eine Gilera und zeigte sein Talent durch mehrere Siege. Ab 1938 startete er auf Bianchi-Motorrädern. 1940 entschied er sich, auf Autos umzusteigen. Bei der Mille Miglia 1940 kam er zu seinem ersten Auto-Renneinsatz, als ihm Enzo Ferrari den ersten von ihm gebauten Wagen für die Mille Miglia anbot. Diese fand allerdings nicht auf der traditionellen Strecke Brescia–Rom–Brescia statt, sondern auf einem Kurs in Norditalien: neun Runden à 167 km. Ascari führte kurze Zeit in seiner Klasse, schied aber nach einem Defekt aus.

### Die Nachkriegszeit
Nach der Zwangspause durch den Zweiten Weltkrieg erregte Alberto Ascari 1947 Aufsehen, als er in einem Rennen in Kairo, bei dem alle Fahrer identische Cisitalia-Wagen hatten, Zweiter wurde. Diese Platzierung sorgte für sein Engagement bei Maserati, wo er seinen väterlichen Freund Luigi Villoresi kennenlernte. Gemeinsam bestritten sie viele Rennen für das italienische Team, scheiterten jedoch oft an der Unzuverlässigkeit des Wagens. 1948 wurde Ascari hinter Villoresi auf einem Maserati 4CLT/48 der Scuderia Ambrosiana Zweiter beim Großen Preis von Großbritannien. Beim Grand Prix von Frankreich 1948 trat er für das Alfa-Romeo-Werksteam an der Seite von Jean-Pierre Wimille und Consalvo Sanesi auf einem Tipo 158 an. Hinter seinen beiden Teamkollegen belegte Ascari den dritten Rang.

### Die Ferrari-Jahre (1949–1953)

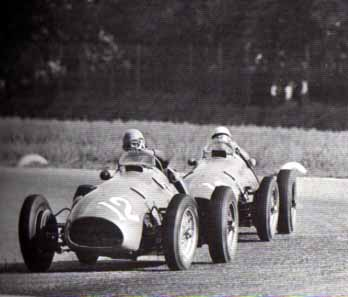
Alberto Ascari vor Luigi Villoresi; beide steuern einen Ferrari 500 beim Großen Preis von Italien 1952

Ab der Saison 1949 fuhren Ascari und Villoresi für die Scuderia Ferrari. Da 1949 Alfa Romeo, das dominante Team der Nachkriegszeit, pausierte, war Ascari mit Siegen unter anderem beim Großen Preis der Schweiz und beim Grand Prix von Italien einer der besten Fahrer dieses Jahres.
In der Saison 1950, als das erste Mal die Fahrerweltmeisterschaft ausgetragen wurde, konnte Ascari im Ferrari noch nicht mit den Alfa Romeos mithalten, er wurde WM-Fünfter. Er gewann jedoch mehrere Rennen, die nicht zur Weltmeisterschaft zählten.
1951 feierte Ascari seine ersten Siege bei Weltmeisterschaftsrennen, er gewann die Großen Preise von Deutschland und von Italien und lieferte sich mit Juan Manuel Fangio einen heißen Kampf um die Weltmeisterschaft, den er durch die falsche Reifenwahl beim entscheidenden Rennen, dem Großen Preis von Spanien auf dem Circuit de Pedralbes in Barcelona verlor.
Ferrari und Ascari dominierten aber die Saisons 1952 und 1953 vollständig, in denen die WM nach den Regeln der Formel 2 ausgetragen wurde. 1952 gewann Ascari jeden WM-Lauf, bei dem er antrat, mit einer Ausnahme: Die 500 Meilen von Indianapolis, die Enzo Ferrari aus PR-Gründen ebenfalls für sich entscheiden wollte, gerieten zum Misserfolg, da Ascaris Wagen nach Speichenbruch ausschied – die Amerikaner hingegen fuhren bereits mit modernen Magnesiumrädern. 1953 gewann Ascari fünf der neun Rennen und verteidigte erfolgreich seinen Weltmeistertitel.
Ende 1953 kam es zum Bruch mit Enzo Ferrari, der Ascaris Freund und Teamkollegen Villoresi entlassen wollte. Ascari hielt seinem Freund die Treue und quittierte ebenfalls den Dienst bei der Scuderia.

### Die Lancia-Zeit (1954–1955)
Ascari und Villoresi unterschrieben bei Lancia, das in der Saison 1954 in der Formel 1 einsteigen wollte. Da der Wagen, der von Vittorio Jano konstruierte D50, jedoch erst gegen Saisonende fertig wurde, fuhr Ascari zwischenzeitlich für Maserati, ohne Erfolge zu erzielen. Im Lancia-Sportwagen gewann er jedoch das berühmteste Straßenrennen der Welt, die Mille Miglia. Lancias Debüt beim Großen Preis von Spanien war aufsehenerregend: Ascari erreichte die Pole-Position und führte bis zur 17. Runde, ehe er wegen eines Defekts ausschied.
Die Saison 1955 hätte für Lancia den Durchbruch bringen sollen. Ascari führte beim Großen Preis von Argentinien, schied jedoch nach einem Unfall aus. Nach Siegen bei zwei kleineren, nicht zur WM zählenden Rennen kam der Monaco-Grand-Prix: Nachdem die führenden Mercedes ausgefallen waren, lag er kurze Zeit an der Spitze, kam aber an einer Schikane ins Schleudern und stürzte ins Hafenbecken, aus dem er von Matrosen des Reeders Onassis geborgen wurde. Vier Tage später testete er privat einen Ferrari-Sportwagen in Monza. Aus unerklärlichen Gründen kam er von der Strecke ab, überschlug sich und erlitt tödliche Verletzungen. Über die Ursache gibt es verschiedene Spekulationen. Neuere Aussagen lassen vermuten, dass er Arbeitern ausweichen musste, die unvorsichtig die Strecke überquerten.
Mit Alberto Ascari verlor der Motorsport einen seiner besten Fahrer und einen der ersten, die sich mit körperlicher Ertüchtigung auf die Rennen vorbereiteten. Lancia, das auch mit erheblichen finanziellen Schwierigkeiten kämpfte, verzichtete nach Ascaris Tod auf die Weiterführung des Motorsports und übergab im Juli 1955 Wagen und Material an Ferrari.
Für den Gewinn des Großen Preises von Deutschland 1950 wurde Ascari im selben Jahr (20. August 1950) mit dem Silbernen Lorbeerblatt ausgezeichnet.

## Trivia
Ascari war 1950 zusammen mit seinem Fahrerkollegen Luigi Villoresi maßgeblich daran beteiligt, dass Enzo Ferrari überredet werden konnte, dem Motorboot-Rennfahrer Achille Castoldi für sein Projekt Arno XI einen Motor aus dem Ferrari 375 F1 zu überlassen, mit dem Castoldi einen heute noch gültigen Weltrekord aufstellte.

## Statistik

### Statistik in der Automobil-Weltmeisterschaft

#### Grand-Prix-Siege
| - 1951 Deutschland (Nürburg) - 1951 Italien (Monza) - 1952 Belgien (Spa-Francorchamps) - 1952 Frankreich (Rouen) - 1952 Großbritannien (Silverstone) | - 1952 Deutschland (Nürburg) - 1952 Niederlande (Zandvoort) - 1952 Italien (Monza) - 1953 Argentinien (Buenos Aires) - 1953 Niederlande (Zandvoort) | - 1953 Belgien (Spa-Francorchamps) - 1953 Großbritannien (Silverstone) - 1953 Schweiz (Bremgarten) |

#### Gesamtübersicht
| Saison | Team                      | Chassis       | Motor            | Rennen | Siege | Zweiter | Dritter | Poles | schn. Rennrunden | Punkte          | WM-Pos. |
| ------ | ------------------------- | ------------- | ---------------- | ------ | ----- | ------- | ------- | ----- | ---------------- | --------------- | ------- |
| 1950   | Scuderia Ferrari          | Ferrari 125F1 | Ferrari 1.5 V12s | 2      | −     | 1       | −       | −     | −                | 11              | 5.      |
| 1950   | Scuderia Ferrari          | Ferrari 275F1 | Ferrari 3.3 V12  | 1      | −     | −       | −       | −     | −                | 11              | 5.      |
| 1950   | Scuderia Ferrari          | Ferrari 375   | Ferrari 4.5 V12  | 1      | −     | 1       | −       | −     | −                | 11              | 5.      |
| 1951   | Scuderia Ferrari          | Ferrari 375   | Ferrari 4.5 V12  | 7      | 2     | 2       | −       | 2     | −                | 25 (28)         | 2.      |
| 1952   | Scuderia Ferrari          | Ferrari 375S  | Ferrari 4.5 V12  | 1      | −     | −       | −       | −     | −                | 36 (53,5)       | 1.      |
| 1952   | Scuderia Ferrari          | Ferrari 500   | Ferrari 2.0 L4   | 6      | 6     | −       | −       | 5     | 6                | 36 (53,5)       | 1.      |
| 1953   | Scuderia Ferrari          | Ferrari 500   | Ferrari 2.0 L4   | 8      | 5     | −       | −       | 6     | 4                | 34,5 (46,5)     | 1.      |
| 1954   | Officine Alfieri Maserati | Maserati 250F | Maserati 2.5 L6  | 2      | −     | −       | −       | −     | 1                | 1,14            | 25.     |
| 1954   | Scuderia Ferrari          | Ferrari 625F1 | Ferrari 2.5 L4   | 1      | −     | −       | −       | −     | −                | 1,14            | 25.     |
| 1954   | Scuderia Lancia           | Lancia D50    | Lancia 2.5 V8    | 1      | −     | −       | −       | 1     | 2                | 1,14            | 25.     |
| 1955   | Scuderia Lancia           | Lancia D50    | Lancia 2.5 V8    | 2      | −     | −       | −       | −     | −                | −               | NC      |
| Gesamt | Gesamt                    | Gesamt        | Gesamt           | 32     | 13    | 4       | −       | 14    | 13               | 107,64 (140,14) |         |

#### Einzelergebnisse
| Saison | 1   | 2 | 3     | 4       | 5 | 6       | 7   | 8   | 9 |
| ------ | --- | - | ----- | ------- | - | ------- | --- | --- | - |
| 1950   |     |   |       |         |   |         |     |     |   |
|        | 2   |   | DNF   | 5       |   | DNF/DNF |     |     |   |
| 1951   |     |   |       |         |   |         |     |     |   |
| 6      |     | 2 | DNF/2 | DNF     | 1 | 1       | (4) |     |   |
| 1952   |     |   |       |         |   |         |     |     |   |
|        | 31  | 1 | 1     | 1       | 1 | (1)     | (1) |     |   |
| 1953   |     |   |       |         |   |         |     |     |   |
| 1      |     | 1 | (1)   | (4)     | 1 | DNF/(8) | 1   | DNF |   |
| 1954   |     |   |       |         |   |         |     |     |   |
|        |     |   | DNF   | DNF/DNF |   |         | DNF | DNF |   |
| 1955   |     |   |       |         |   |         |     |     |   |
| DNF    | DNF |   |       |         |   |         |     |     |   |

| Legende  | Legende            | Legende                                                          |
| Farbe    | Abkürzung          | Bedeutung                                                        |
| -------- | ------------------ | ---------------------------------------------------------------- |
| Gold     | –                  | Sieg                                                             |
| Silber   | –                  | 2. Platz                                                         |
| Bronze   | –                  | 3. Platz                                                         |
| Grün     | –                  | Platzierung in den Punkten                                       |
| Blau     | –                  | Klassifiziert außerhalb der Punkteränge                          |
| Violett  | DNF                | Rennen nicht beendet (did not finish)                            |
| Violett  | NC                 | nicht klassifiziert (not classified)                             |
| Rot      | DNQ                | nicht qualifiziert (did not qualify)                             |
| Rot      | DNPQ               | in Vorqualifikation gescheitert (did not pre-qualify)            |
| Schwarz  | DSQ                | disqualifiziert (disqualified)                                   |
| Weiß     | DNS                | nicht am Start (did not start)                                   |
| Weiß     | WD                 | zurückgezogen (withdrawn)                                        |
| Hellblau | PO                 | nur am Training teilgenommen (practiced only)                    |
| Hellblau | TD                 | Freitags-Testfahrer (test driver)                                |
| ohne     | DNP                | nicht am Training teilgenommen (did not practice)                |
| ohne     | INJ                | verletzt oder krank (injured)                                    |
| ohne     | EX                 | ausgeschlossen (excluded)                                        |
| ohne     | DNA                | nicht erschienen (did not arrive)                                |
| ohne     | C                  | Rennen abgesagt (cancelled)                                      |
| ohne     | keine WM-Teilnahme |                                                                  |
| sonstige | P/fett             | Pole-Position                                                    |
| sonstige | 1/2/3/4/5/6/7/8    | Punktplatzierung im Sprint-/Qualifikationsrennen                 |
| sonstige | SR/kursiv          | Schnellste Rennrunde                                             |
| sonstige | *                  | nicht im Ziel, aufgrund der zurückgelegten Distanz aber gewertet |
| sonstige | ()                 | Streichresultate                                                 |
| sonstige | unterstrichen      | Führender in der Gesamtwertung                                   |

#### Rekorde
- Meiste schnellste Rennrunden in Folge: 7 (Belgien 1952 – Argentinien 1953)
- Höchste Quote von schnellsten Rennrunden in einer Saison: 75 % (1952, 6 von 8)
- Meiste Führungsrunden in Folge: 304
- Meiste Führungskilometer in Folge: 2,075 km
- Meiste Hattricks in Folge: 4 (Deutschland 1952 – Argentinien 1953)
- Meiste Grand-Slams in einer Saison: 3 (Deutschland 1952 – Niederlande 1952)[# 1]
- Meiste Grand-Slams in Folge: 2 (Deutschland 1952 – Niederlande 1952)[# 2]

Anmerkungen
1. ↑  Zusammen mit Jim Clark (1963 und 1965), Nigel Mansell (1992) und Lewis Hamilton (2017)
2. ↑  Zusammen mit Jim Clark (1963 und 1965) und Sebastian Vettel (2013)

### Le-Mans-Ergebnisse
| Jahr | Team             | Fahrzeug                             | Teamkollege     | Platzierung | Ausfallgrund     |
| ---- | ---------------- | ------------------------------------ | --------------- | ----------- | ---------------- |
| 1952 | Scuderia Ferrari | Ferrari 250S Berlinetta Vignale      | Luigi Villoresi | Ausfall     | Kupplungsschaden |
| 1953 | Scuderia Ferrari | Ferrari 340MM Berlinetta Pininfarina | Luigi Villoresi | Ausfall     | Kupplungsschaden |

### Sebring-Ergebnisse
| Jahr | Team            | Fahrzeug   | Teamkollege     | Platzierung | Ausfallgrund |
| ---- | --------------- | ---------- | --------------- | ----------- | ------------ |
| 1954 | Scuderia Lancia | Lancia D24 | Luigi Villoresi | Ausfall     | Bremsen      |

### Einzelergebnisse in der Sportwagen-Weltmeisterschaft
| Saison | Team             | Rennwagen                   | 1   | 2   | 3   | 4   | 5   | 6   | 7   |
| ------ | ---------------- | --------------------------- | --- | --- | --- | --- | --- | --- | --- |
| 1953   | Scuderia Ferrari | Ferrari 340MM Ferrari 375MM | SEB | MIM | LEM | SPA | NÜR | RTT | CAP |
| 1953   | Scuderia Ferrari | Ferrari 340MM Ferrari 375MM |     |     | DNF | DNF | 1   |     |     |
| 1954   | Lancia           | Lancia D24 Lancia D25       | BUA | SEB | MIM | LEM | RTT | CAP |     |
| 1954   | Lancia           | Lancia D24 Lancia D25       |     | DNF | 1   |     | DNF |     |     |